# Anton Profes
Anton Profes (* 26. März 1896 in Leitmeritz,  Böhmen; † 22. August 1976 in Salzburg) war ein österreichischer Schlager- und Filmkomponist.

## Leben und Wirken
Er studierte Musikwissenschaft in Prag. Ab 1916 war er Kapellmeister in Karlsbad, Dortmund, Elberfeld, Königsberg, Stuttgart, Hamburg und Berlin. Er arbeitete ab 1921 selbständig als Schlagerkomponist. Zu seinen Erfolgstiteln gehören Am Sonntag will mein Süßer mit mir segeln geh’n, Kauf Dir einen bunten Luftballon und Was macht der Maier am Himalaya?.  
Ab 1930 war er auch als Komponist für insgesamt über 100 Tonfilme. Am bekanntesten dürfte seine sehnsuchtsvolle, zuweilen als „süßlich“ bezeichnete Eingangsmusik der Sissi-Trilogie (1955–1957, Regie Ernst Marischka) sein.
1962 eröffnete er das Lokal Weingartl in Salzburg. 1973 wurde er mit dem „Alten Stadtsiegel“ der Stadt Salzburg geehrt. 1976 erhielt er den Titel Professor durch den österreichischen Bundespräsidenten Rudolf Kirchschläger verliehen.
Er wurde am Hernalser Friedhof in einem ehrenhalber gewidmeten Grab bestattet.

## Werke

### Filmmusik (Auswahl)
- 1930: Der keusche Joseph
- 1934: Vorstadtvarieté
- 1935: Ein Walzer um den Stephansturm (Sylvia und ihr Chauffeur)
- 1935: Die ewige Maske
- 1936: Schatten der Vergangenheit
- 1937: Man spricht über Jacqueline
- 1938: Gastspiel im Paradies
- 1939: Der ewige Quell
- 1939: Leinen aus Irland
- 1941: Spähtrupp Hallgarten
- 1941: Wir bitten zum Tanz (Lied: Ich trag' im Herzen drin, Text: Josef Petrak)
- 1942: Schicksal
- 1942: Die heimliche Gräfin
- 1942: Sommerliebe
- 1943: Die kluge Marianne
- 1943: Das Ferienkind
- 1943: Der weiße Traum
- 1944: Hundstage
- 1944/48: Ein Mann gehört ins Haus
- 1945: Leuchtende Schatten
- 1946: Glaube an mich
- 1948: Gottes Engel sind überall
- 1948: Königin der Landstraße
- 1948: Maresi
- 1949: Vagabunden
- 1951: Der schweigende Mund (auch Produktion)
- 1953: Der Feldherrnhügel
- 1954: König der Manege
- 1954: Mädchenjahre einer Königin
- 1955: Sissi
- 1956: Sissi, die junge Kaiserin
- 1957: Sissi – Schicksalsjahre einer Kaiserin
- 1957: Scherben bringen Glück
- 1958: Das Dreimäderlhaus
- 1958: Der veruntreute Himmel
- 1960: Kauf Dir einen bunten Luftballon
- 1960: Gustav Adolfs Page

### Schlager (Auswahl)
- Was macht der Maier am Himalaya?, 1926; Text: Fritz Rotter (in 17 Sprachen übersetzt)
- Heut ist die Käte etepetete, 1927; Text: Otto Stransky und Fritz Rotter
- Am Sonntag will mein Süßer mit mir segeln geh’n, 1929; Text: Robert Gilbert
- Glaube an mich, 1946
- Wenn ich träume